# Эдвиг
Эдвиг (англ. Eadwig; около 941 — 1 октября 959) — король Англии в 955—959 годах из Уэссекской династии.

## Биография
Эдвиг, старший сын короля Эдмунда I и его первой жены Эльфгифу Шафтсберийской, взошёл на престол в возрасте четырнадцати лет после смерти своего дяди, короля Эдреда. В начале правления изгнал Дунстана, главного советника при дворе его отца и дяди.
Если верить хронике, это произошло после ссоры с влиятельным церковником на празднике по случаю коронации молодого короля. Пока собравшиеся поднимали кубки в его честь, Эдвиг покинул пир и уединился с девицей Эльфгифу (позже она стала его женой). Оскорбленный отсутствием короля, Дунстан разыскал его и насильно привел обратно. Эдвиг в ответ на такое неуважение к королевскому титулу обвинил Дунстана в растрате государственных средств и отправил аббата в изгнание.
Этим поступком Эдвиг ополчил против себя могущественных сторонников Дунстана. В 958 году дворяне Мерсии и Нортумбрии во главе с архиепископом Кентерберийским Одо провозгласили королём Эдгара, младшего брата Эдвига. Затем Одо заставил Эдвига развестись с женой Эльфгивой, после чего отослал её в Ирландию.
1 октября 959 года король умер при невыясненных обстоятельствах в возрасте около восемнадцати лет.